# Samurai Shodown Anthology
Samurai Shodown Anthology (Samurai Spirits Roku-ban Shoubu), ou somente SSA, é uma compilação de sete jogos da série Samurai Shodown: I, II, III, IV, V, V Special e VI. Tendo ainda não lançado, ele foi muito esperado pelos fãs da américa pelo fato de ser a primeira vez que o Samurai Shodown VI será disponibilizado para os americanos. Ele foi lançado no dia 31 de dezembro de 2008.

## Desenvolvimento
Contando com 6 jogos da série ao todo, a compilação mantém toda a jogabilidade, gráficos, sons e afins, intáctos. Consequentemente, a diferença da configuração dos controles dentre alguns jogos é facilmente percebida, criando uma confusão para os menos informados. Para consertar isto, a SNK Playmore implementou um fácil sistema de mudança da configuração e mapeamento dos botões, onde em segundos o jogador pode padronizar a execução de botões e seus golpes. Um modo de "Edição de Cores" também foi implementado, onde os jogadores podem editar as paletas de cores dos personagens, sistematizando em 4 partes: "Body 1" (a roupa principal), "Body 2" (acessórios e afins), "Weapon" (arma) e "Whole" (tudo, inteiramente). Este modo está disponível para somente 6 dos jogos.
Além disto, ao longo de que o jogo é degustado, o jogador recebe pontos em que ele pode modificar bastante o jogo. Abrangendo desde aumentar um pouco o dano de certo golpe até estender a barra de "Rage", o jogador pode alterar regras básicas, golpes, como a barra "Rage" é preenchida, entre outros; característica única, nunca antes vista entre os jogos da série. Um outro modo de jogo foi adicionado: "Gallery Mode (galeria), onde o jogador pode ver fotos do jogo, ouvir à músicas de fundo e assistir os endings de cada um dos personagens, assim que uma vez vistos durante o jogo.